# Erythroxylum oreophilum
Erythroxylum oreophilum là một loài thực vật có hoa trong họ Erythroxylaceae. Loài này được (O.E.Schulz ex Pilg.) Steyerm. & Maguire mô tả khoa học đầu tiên năm 1967.